# ميركوري-ريدستون 1A
تم إطلاق ميركوري-ريدستون 1A أو (MR-1A) في 19 ديسمبر عام 1960 من مجمع اللإطلاق-5 (LC-5) في قاعدة كيب كانافيرال للقوات الجوية، فلوريدا، الولايات المتحدة وكانت أهداف الرحلة من هذه المركبة الغير المدارية بدون طيار هي تأهيل المركبة الفضائية لرحلة الفضاء وتأهيل النظام لرحلات الرئيسية الغير المدارية القادمة. وقد اختبرت المركبة الفضائية معداتها وصواريخها الصامتة والصواريخ الكابحة ونظام الانتعاش. وكانت الرحلة ناجحةً تماماً. وصلت كبسولة الزئبق (أو الأوج) على ارتفاع 130.7 ميل (210.3 كم) وقطعت مسافة 235 ميل (378.2 كم). وبلغت سرعة إطلاق المركبة سرعةً أعلى قليلاً مما كان متوقعا حيث بلغت سرعتها 4,909 ميلاً في الساعة (7,900 كم في الساعة). وتم انتشال المركبة الفضائية من المحيط الاطلسي بواسطة مروحيات الانتعاش بعد حوالي 15 دقيقة من الهبوط. الأرقام التسلسلية: تم ترميم مركبة الفضاء رقم 2 على MR-1A، جنبا إلى جنب مع برج الهروب من كبسولة رقم 8 وهواية الهوائي من كبسولة 10. تم استخدام ريدستون MRLV-3. كان زمن الرحلة 15 دقيقة و45 ثانية.

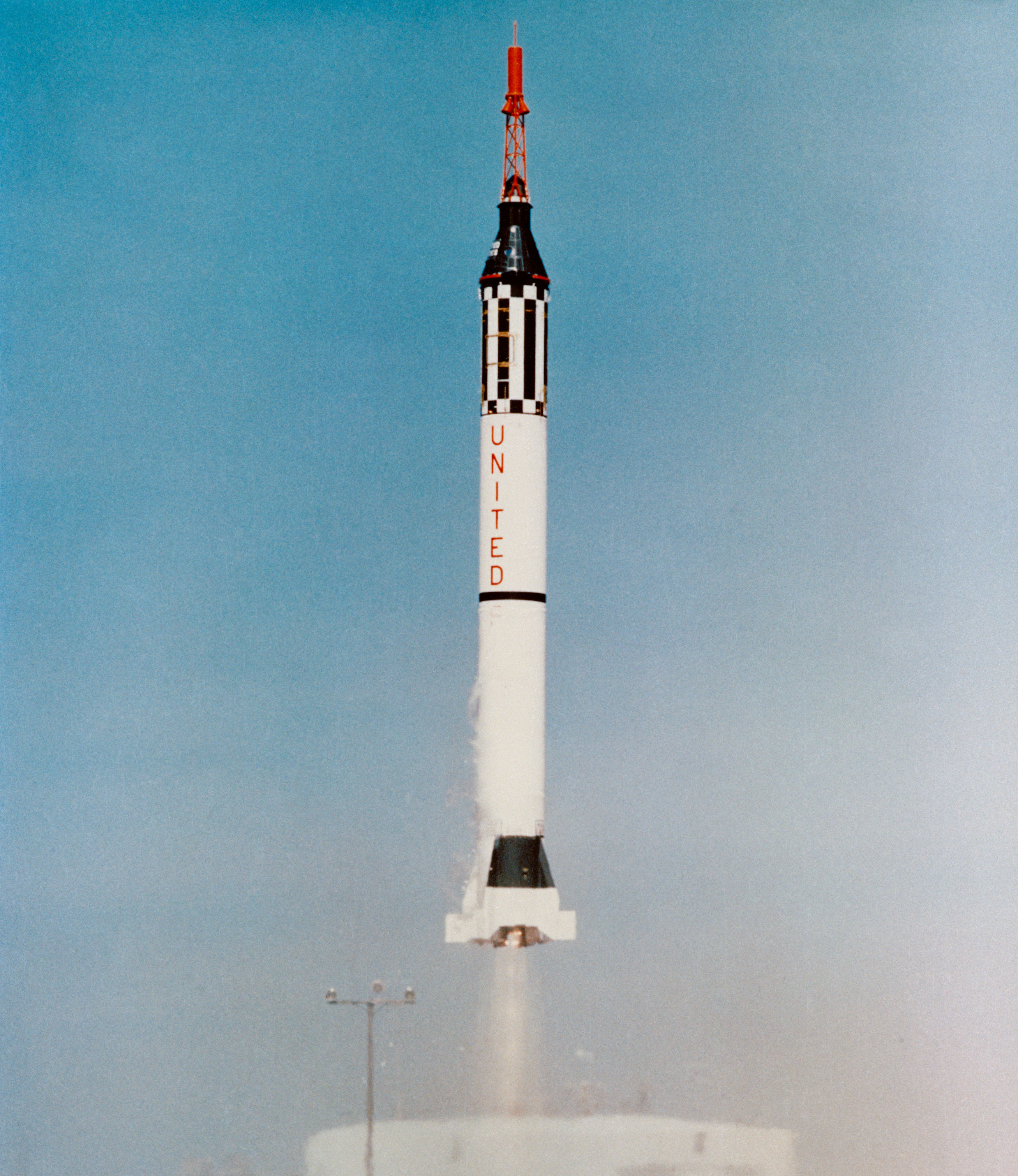
MR-1A Launch

## الموقع الحالي
وتعرض حاليا مركبة الفضاء الزئبقية رقم 2، المستخدمة في كل من رحلتي ريدستون 1 وميركوري-ريدستون 1A، في مركز استكشاف إميس التابع لوكالة ناسا، بمطار موفيت الاتحادية، بالقرب من ماونتن فيو بولاية كاليفورنيا.

## ملاحظة
1. ↑  هذه هي كتلة المركبة الفضائية بعد الانفصال عن مركبة الاطلاق، بما في ذلك جميع المواد الاستهلاكية المركبة الفضائية. ويستثنى من ذلك البرج الذي سيتم التخلص منه قبل فصل المركبات الفضائية، ومهايئ المركبة الفضائية التي ستبقى مرفقة بمركبة الاطلاق. ويلاحظ أن المركبة الفضائية للرحلة رقم 2 تفتقر إلى بعض المعدات الموجودة في المركبة الفضائية المستخدمة في رحلات مشروع ميركوري المأهولة.

## وصلات خارجية
- "Space Progress: 'Man-In-Space' Capsule Recovery Successful", a 22 ديسمبر، عام 1960 يونيفرسال نيورسال، نيورسال تغطية لفترة وجيزة عن مهمة ميركوري-ريدستون 1A. والمجاملة على أرشيف الإنترنت.
- Mercury spacecraft #2 display page on "A Field Guide to American Spacecraft" website.